# Formuła 2 – Monza 2018
Runda Formuły 2 na torze Autodromo Nazionale di Monza – runda dziesiąta mistrzostw Formuły 2 w sezonie 2018.

## Wyniki

### Sesja treningowa
| Nr | Kierowca            | Konstruktor | Czas     | Okr. |
| -- | ------------------- | ----------- | -------- | ---- |
| 18 | Sérgio Sette Câmara | Carlin      | 1:33,810 | 11   |

### Kwalifikacje
Źródło: motorsport.com
| Poz. | Nr | Kierowca            | Konstruktor                     | Czas     | Poz. s. |
| ---- | -- | ------------------- | ------------------------------- | -------- | ------- |
| 1    | 8  | George Russell      | ART Grand Prix                  | 1:31,546 | 1       |
| 2    | 18 | Sérgio Sette Câmara | Carlin                          | 1:31,600 | 2       |
| 3    | 5  | Alexander Albon     | DAMS                            | 1:31,889 | 3       |
| 4    | 1  | Artiom Markiełow    | Russian Time                    | 1:31,922 | 4       |
| 5    | 6  | Nicholas Latifi     | DAMS                            | 1:32,021 | 5       |
| 6    | 21 | Antonio Fuoco       | Charouz Racing System           | 1:32,159 | 9       |
| 7    | 19 | Lando Norris        | Carlin                          | 1:32,191 | 6       |
| 8    | 16 | Arjun Maini         | Trident                         | 1:32,248 | 7       |
| 9    | 14 | Luca Ghiotto        | Campos Vexatec Racing           | 1:32,346 | 8       |
| 10   | 20 | Louis Delétraz      | Charouz Racing System           | 1:32,407 | 10      |
| 11   | 4  | Nyck de Vries       | Petramina Prema Theodore Racing | 1:32,566 | 11      |
| 12   | 7  | Jack Aitken         | ART Grand Prix                  | 1:32,681 | 12      |
| 13   | 12 | Nirei Fukuzumi      | BWT Arden                       | 1:32,735 | 13      |
| 14   | 2  | Tadasuke Makino     | Russian Time                    | 1:32,750 | 14      |
| 15   | 15 | Roy Nissany         | Campos Vexatec Racing           | 1:32,801 | 15      |
| 16   | 17 | Alessio Lorandi     | Trident                         | 1:32,803 | 16      |
| 17   | 3  | Sean Gelael         | Petramina Prema Theodore Racing | 1:32,913 | 17      |
| 18   | 10 | Ralph Boschung      | MP Motorsport                   | 1:32,965 | 18      |
| 19   | 11 | Maximilian Günther  | BWT Arden                       | 1:33,496 | 19      |
| 20   | 9  | Dorian Boccolacci   | MP Motorsport                   | 1:48,586 | 20      |
| Poz. | Nr | Kierowca            | Konstruktor                     | Czas     | Poz. s. |

Uwagi
1. ↑  Antonio Fuoco został ukarany cofnięciem o trzy pozycje.
2. ↑  Dorian Boccolacci nie spełnił reguły 107% czasu, lecz został dopuszczony do wyścigu.

### Główny wyścig

#### Wyścig
Źródło: motorsport.com
| P                 | + / –     | Nr | Kierowca            | Konstruktor                     | Okr. | Czas / Strata | Komentarz |
| ----------------- | --------- | -- | ------------------- | ------------------------------- | ---- | ------------- | --------- |
| 1                 | 13        | 2  | Tadasuke Makino     | Russian Time                    | 30   | 49:10,197     |           |
| 2                 | 2         | 1  | Artiom Markiełow    | Russian Time                    | 30   | +0:01,798     |           |
| 3                 | Bez zmian | 5  | Alexander Albon     | DAMS                            | 30   | +0:03,106     |           |
| 4                 | 3         | 8  | George Russell      | ART Grand Prix                  | 30   | +0:06,178     |           |
| 5                 | Bez zmian | 6  | Nicholas Latifi     | DAMS                            | 30   | +0:08,274     |           |
| 6                 | Bez zmian | 19 | Lando Norris        | Carlin                          | 30   | +0:09,017     |           |
| 7                 | 5         | 18 | Sérgio Sette Câmara | Carlin                          | 30   | +0:18,218     | [ a ]     |
| 8                 | 10        | 10 | Ralph Boschung      | MP Motorsport                   | 30   | +0:27,131     |           |
| 9                 | 2         | 4  | Nyck de Vries       | Petramina Prema Theodore Racing | 30   | +0:27,203     |           |
| 10                | 2         | 14 | Luca Ghiotto        | Campos Vexatec Racing           | 30   | +0:30,393     |           |
| 11                | 6         | 3  | Sean Gelael         | Petramina Prema Theodore Racing | 30   | +0:43,580     |           |
| 12                | 7         | 11 | Maximilian Günther  | BWT Arden                       | 30   | +0:45,373     |           |
| 13                | 3         | 20 | Louis Delétraz      | Charouz Racing System           | 30   | +0:45,492     |           |
| 14                | 1         | 12 | Nirei Fukuzumi      | BWT Arden                       | 30   | +0:48,839     |           |
| 15                | 1         | 17 | Alessio Lorandi     | Trident                         | 30   | +0:52,556     |           |
| 16                | 1         | 15 | Roy Nissany         | Campos Vexatec Racing           | 29   | +1 okr.       |           |
| 17                | 5         | 7  | Jack Aitken         | ART Grand Prix                  | 28   | +2 okr.       | opona     |
| Niesklasyfikowani |           |    |                     |                                 |      |               |           |
|                   |           | 9  | Dorian Boccolacci   | MP Motorsport                   | 24   | +6 okr.       | mechanika |
|                   |           | 16 | Arjun Maini         | Trident                         | 22   | +8 okr.       | mechanika |
| Zdyskwalifikowani |           |    |                     |                                 |      |               |           |
|                   |           | 21 | Antonio Fuoco       | Charouz Racing System           | 30   | +0:29,853     | [ b ]     |
| P                 | + / –     | Nr | Kierowca            | Konstruktor                     | Okr. | Czas / Strata | Komentarz |

Uwagi
1. ↑  Sérgio Sette Câmara wystartował z pit lane z powodu problemów z samochodem.
2. ↑  Antonio Fuoco został zdyskwalifikowany za użycie niezgodnej mapy przepustnicy na starcie wyścigu.

#### Najszybsze okrążenie
| Nr | Kierowca            | Konstruktor | Czas     | Okr. |
| -- | ------------------- | ----------- | -------- | ---- |
| 18 | Sérgio Sette Câmara | Carlin      | 1:35,296 | 30   |

#### Premia za najszybsze okrążenie w TOP 10
Mimo że Câmara ukończył wyścig w pierwszej 10., to przez fakt że startował z pit lane dyskwalifikuje go ze zdobycia punktów za najszybsze okrążenie.
| Nr | Kierowca         | Konstruktor  | Czas     | Okr. |
| -- | ---------------- | ------------ | -------- | ---- |
| 1  | Artiom Markiełow | Russian Time | 1:35,573 | 29   |

### Sprint

#### Wyścig
Źródło: motorsport.com
| P                 | + / –     | Nr | Kierowca            | Konstruktor                     | Okr. | Czas / Strata | Komentarz   |
| ----------------- | --------- | -- | ------------------- | ------------------------------- | ---- | ------------- | ----------- |
| 1                 | 4         | 8  | George Russell      | ART Grand Prix                  | 21   | 33:31,886     |             |
| 2                 | 5         | 1  | Artiom Markiełow    | Russian Time                    | 21   | +0:01,056     |             |
| 3                 | 1         | 18 | Sérgio Sette Câmara | Carlin                          | 21   | +0:04,347     |             |
| 4                 | Bez zmian | 6  | Nicholas Latifi     | DAMS                            | 21   | +0:05,651     |             |
| 5                 | 2         | 19 | Lando Norris        | Carlin                          | 21   | +0:06,174     |             |
| 6                 | 4         | 14 | Luca Ghiotto        | Campos Vexatec Racing           | 21   | +0:17,452     |             |
| 7                 | 11        | 9  | Dorian Boccolacci   | MP Motorsport                   | 21   | +0:20,751     |             |
| 8                 | 9         | 7  | Jack Aitken         | ART Grand Prix                  | 21   | +0:24,216     |             |
| 9                 | 10        | 16 | Arjun Maini         | Trident                         | 21   | +0:25,188     |             |
| 10                | 10        | 21 | Antonio Fuoco       | Charouz Racing System           | 21   | +0:28,453     |             |
| 11                | 2         | 20 | Louis Delétraz      | Charouz Racing System           | 21   | +0:31,875     |             |
| 12                | 3         | 17 | Alessio Lorandi     | Trident                         | 21   | +0:34,792     |             |
| 13                | 1         | 12 | Nirei Fukuzumi      | BWT Arden                       | 21   | +0:38,323     |             |
| 14                | 6         | 2  | Tadasuke Makino     | Russian Time                    | 21   | +1:04,379     |             |
| 15                | 1         | 15 | Roy Nissany         | Campos Vexatec Racing           | 21   | +1:17,780     |             |
| 16                | 4         | 11 | Maximilian Günther  | BWT Arden                       | 21   | +1:18,848     |             |
| 17                | 8         | 4  | Nyck de Vries       | Petramina Prema Theodore Racing | 20   | +1 okr.       |             |
| Niesklasyfikowani |           |    |                     |                                 |      |               |             |
|                   |           | 5  | Alexander Albon     | DAMS                            | 16   | +5 okr.       | wycofał się |
|                   |           | 10 | Ralph Boschung      | MP Motorsport                   | 4    | +17 okr.      | kolizja     |
|                   |           | 3  | Sean Gelael         | Petramina Prema Theodore Racing | 3    | +18 okr.      | wypadek     |
| P                 | + / –     | Nr | Kierowca            | Konstruktor                     | Okr. | Czas / Strata | Komentarz   |

#### Najszybsze okrążenie
| Nr | Kierowca            | Konstruktor | Czas     | Okr. |
| -- | ------------------- | ----------- | -------- | ---- |
| 18 | Sérgio Sette Câmara | Carlin      | 1:34,896 | 4    |

## Klasyfikacja po zakończeniu rundy

### Kierowcy
| P  | +/− | Kierowca            | Starty | Punkty | P1 | P2 | P3 | PP | NO | NS |
| -- | --- | ------------------- | ------ | ------ | -- | -- | -- | -- | -- | -- |
| 1  | 0   | George Russell      | 20     | 219    | 5  | 3  | 1  | 4  | 4  | 3  |
| 2  | 0   | Lando Norris        | 20     | 197    | 1  | 3  | 4  | 1  | 1  | –  |
| 3  | 0   | Alexander Albon     | 20     | 176    | 3  | 1  | 2  | 3  | –  | 4  |
| 4  | +1  | Artiom Markiełow    | 20     | 160    | 3  | 2  | 1  | –  | 5  | 2  |
| 5  | −1  | Nyck de Vries       | 20     | 155    | 3  | 2  | –  | 1  | 5  | 4  |
| 6  | 0   | Sérgio Sette Câmara | 18     | 142    | –  | 3  | 4  | 1  | 1  | 3  |
| 7  | 0   | Antonio Fuoco       | 19     | 112    | 1  | –  | 4  | –  | 1  | 2  |
| 8  | 0   | Luca Ghiotto        | 20     | 94     | –  | 1  | 2  | –  | 1  | 2  |
| 9  | +2  | Nicholas Latifi     | 20     | 73     | 1  | –  | 1  | –  | 2  | 1  |
| 10 | 0   | Jack Aitken         | 19     | 62     | 1  | 1  | –  | –  | –  | 2  |
| 11 | −2  | Louis Delétraz      | 20     | 62     | –  | 2  | –  | –  | –  | 4  |
| 12 | +4  | Tadasuke Makino     | 20     | 45     | 1  | –  | –  | –  | –  | 3  |
| 13 | −1  | Maximilian Günther  | 20     | 41     | 1  | 1  | –  | –  | –  | 3  |
| 14 | −1  | Roberto Merhi       | 15     | 41     | –  | –  | 1  | –  | –  | 2  |
| 15 | −1  | Sean Gelael         | 20     | 29     | –  | 1  | –  | –  | –  | 8  |
| 16 | −1  | Arjun Maini         | 20     | 24     | –  | –  | –  | –  | –  | 3  |
| 17 | 0   | Ralph Boschung      | 20     | 17     | –  | –  | –  | –  | –  | 9  |
| 18 | 0   | Nirei Fukuzumi      | 19     | 11     | –  | –  | –  | –  | –  | 3  |
| 19 | 0   | Santino Ferrucci    | 13     | 7      | –  | –  | –  | –  | –  | 1  |
| 20 | +2  | Dorian Boccolacci   | 4      | 2      | –  | –  | –  | –  | –  | 1  |
| 21 | −1  | Roy Nissany         | 20     | 1      | –  | –  | –  | –  | –  | 4  |
| 22 | −1  | Alessio Lorandi     | 6      | 0      | –  | –  | –  | –  | –  | 1  |
| P  | +/− | Kierowca            | Starty | Punkty | P1 | P2 | P3 | PP | NO | NS |

### Zespoły
| P  | +/− | Konstruktor                     | Starty | Punkty | P1 | P2 | P3 | PP | NO | NS |
| -- | --- | ------------------------------- | ------ | ------ | -- | -- | -- | -- | -- | -- |
| 1  | 0   | Carlin                          | 38     | 339    | 1  | 6  | 8  | 2  | 2  | 3  |
| 2  | 0   | ART Grand Prix                  | 39     | 281    | 6  | 4  | 1  | 4  | 4  | 5  |
| 3  | 0   | DAMS                            | 40     | 249    | 4  | 1  | 3  | 3  | 2  | 5  |
| 4  | +2  | Russian Time                    | 40     | 205    | 4  | 2  | 1  | –  | 5  | 5  |
| 5  | −1  | Petramina Prema Theodore Racing | 40     | 184    | 3  | 3  | –  | 1  | 5  | 12 |
| 6  | −1  | Charouz Racing System           | 39     | 174    | 1  | 2  | 4  | –  | 1  | 6  |
| 7  | 0   | Campos Vexatec Racing           | 40     | 95     | –  | 1  | 2  | –  | 1  | 6  |
| 8  | 0   | MP Motorsport                   | 39     | 60     | –  | –  | 1  | –  | –  | 12 |
| 9  | 0   | BWT Arden                       | 39     | 52     | 1  | 1  | –  | –  | –  | 6  |
| 10 | 0   | Trident                         | 39     | 31     | –  | –  | –  | –  | –  | 5  |
| P  | +/− | Konstruktor                     | Starty | Punkty | P1 | P2 | P3 | PP | NO | NS |